# Nick Jonas
Nicholas Jerry Jonas (født 16. september 1992) er en amerikansk sanger/sangskriver, musiker og skuespiller bedst kendt fra bandet Jonas Brothers, et poprock band han stiftede sammen med sine brødre Joe og Kevin.
Jonas Brothers startede oprindeligt, som et solo projekt for Nick, men da hans brødre Kevin og Joe sang backup for ham, kunne plade produceren lide deres lyd, og skrev kontrakt med dem alle tre. Han har tidlige været med i Disney Channel serien JONAS og JONAS L.A., hvor han spilled Nick Lucas. Han har også været med i Disney-filmene Camp Rock og Camp Rock 2: The Final Jam.

## Biografi
Nick blev født i Dallas, Texas til Denise Jonas (født Miller), en tidligere tegnesprogslærer- og sanger og Paul Kevin Jonas Sr., en sangskriver, musiker og tidligere ordineret præst ved Assemblies of God-kirke, en pinsekirke. Han voksede op i Wyckoff, New Jersey og blev hjemmeundervist af moderen Denise.
Nick er af irsk, italiensk, yysk, tyrkisk og Cherokee afstamning.
Han blev diagnosticeret med Type I diabetes i en alder af 13 år og går med en OmniPod insulinpumpe, for at hjælpe ham med at styre sin sukkersyge. Han har startet Change for the Children Foundation. I samarbejde med fem forskellige velgørenhedsorganisationer, er deres mål at samle penge og gøre opmærksomheden omkring diabetes.
Siden 6. august 2008 har Bayer Diabetes Care brugt Nick som en diabetesambassadør for at hjælpe unge mennesker til at tage sig bedre af deres sukkersyge. Nick talte for at Senatet i USA, i et forsøg på at skaffe flere midler til forskning inden for diabetes.

## Karriere

### Skuespil

#### Teater
Nicks karriere begyndte da han blev opdaget i en alder af 6 år hos en frisør, mens hans mor blev klippet, hvorefter han blev henvist til en professionel show business manager. Han begyndte at optræde på Broadway da han var 7 år gammel. Han var med i flere stykker, her i blandt A Christmas Carol (i 2000 som Tiny Tim og Scrooge, 8 år), Annie Get Your Gun (i 2001 som Little Jake), Beauty and the Beast (i 2002 som Chip), og Les Misérables (i 2003 som Gavroche). Efter at Les Misérables lukkede, var han med i The Sound of Music (som Kurt) ved Paper Mill Playhouse.
Den 21. juni, 2010 fik Jonas sin West End debut i forestillingen Les Misérables for anden gang, men denne gang i rollen som Marius Pontmercy. 

#### TV
Den 17. august 2007, var Nick, sammen med sine brødre, gæste stjerne i en episode af Hannah Montana. Episoden blev vist sammen med High School Musical 2 og et smug kig på Disney Channel nye seriePhineas og Ferb. Episoden brød ”basic cable” rekorder med en rekord på 10,7 millioner seere og blev ”basic cables” mest sete serie telecast nogensinde.
Nick og hans brødre, Joe og Kevin, filmede en Disney Channel Original Movie kaldet Camp Rock hvor de spiller et band, som hedder "Connect Three." Joe forsangeren "Shane Gray"; Nick spiller rollen som "Nate," en trommeslager; og Kevin spiller rollen som "Jason,"en guitarist. Et soundtrack til filmen blev udgivet 17. juli, 2008. Filmen havde premiere 20. juni i USA på Disney Channel, og i Canada på Family. I Danmark blev den for første gang vist 3. oktober, på Disney Channel. Efterfølgeren Camp Rock 2: The Final Jam havde præmiere i 2010.
Disney Channel reality kort serien, Jonas Brothers: Living the Dream, havde premiere på Disney Channel 16. maj, 2008 i USA. Showet dokumenter brødrenes liv på Look Me in the Eyes Touren, navnet blev inspireret af deres hit sang When You Look Me In The Eyes. Disney skød endnu en sæson af serien. Den anden sæson følger bandet på Europa delen af deres verdens turne fra 2009.
Nick og hans brødre har tidligere være stjernerne i en Disney Channel-serie ved navn JONAS, om et popband, som prøver at leve et normalt liv. Optagelserne til den anden sæson af serien blev påbegyndt i februar 2010. Den anden sæson blev omdøbt ”Jonas L.A.”, og havde præmiere 20. juni 2010 i USA. Den 8. november blev det meddelt at serien ikke ville få en tredje sæson. 
Nick vil være med i et afsnit af serien Mr. Sunshine; han vil spille Eli White, en up-and-coming sanger, som vil have alt på sin måde inden han optræder på Sunshine Center. 

### Sang

#### Soloartist
I 2002 mens han optrådte i Skønheden og Udyret, skrev Nick en sang sammen med sin far, som hed "Joy to the World (A Christmas Prayer)." Med baggrundsvokaler fra de medvirkende fra Skønheden og Udyret, optrådte Nick med sange på det årlige "Equity Fights AIDS" album i 2002, Broadway's Greatest Gifts: Carols for a Cure, Vol. 4. I november 2003, modtog INO Records et demo eksemplar af "Joy To The World (A Christmas Prayer)." Selskabet udgav sangen til Christian radio (Kristen radio), hvor den hurtigt blev populær på Record & Radio's Christian Adult Contemporary Chart. Mens Nick arbejde på sit solo projekt, fulgte Joe i hans fodspor til Broadway; han optrådte i Baz Lurhmanns produktion af La Boheme.
I september 2004, havde en chef hos Columbia Records hørt om Nicks sang. Nick was soon jointly signed to INO Records and Columbia Records og udgivet singlen "Dear God". En anden single, "Joy to the World (A Christmas Prayer)" (en ny solo optagelse), blev udgivet 16. november . Det var meningen at det skulle opfølges med en december udgivelse af et solo album, opkaldt efter Nick Nicholas Jonas, men albummet var blevet skubbet tilbage; det fik, imidlertid, en begrænset udgivelse. Nick havde sammen med Kevin og Joe, skrevet flere andre sange til albummet.
I starten af 2005, lyttede Columbia Records' nye direktør, Steve Greenberg, til Nicks plade. Selvom Greenberg ikke kunne lide albummet, kunne han godt lide Nicks stemme.
På nuværende tidspunkt har Nick et sideprojekt, som hedder"Nick Jonas and the Administration". Debutalbummet Who I Am blev udgivet 2. februar, 2010. Bandet består af Tommy Barbarella på keyboard, Micheal Bland på trimmer, John Fiels på bas og David Ryan Harris på guitar.  Selvom David Ryan Harris indspillede guitaren i studiet til sangen Who I Am kunne han ikke tage med på turne sammen med resten af bandet, og bled slutteligt afløst af Sonny Thompson.
I januar 2010 tog Nick på turne med The Administration. Dette var hans første turne uden hans brødre. Turnéen bestod af 22 optrædener og begyndte 2. januar 2010 i Dallas, Texas og sluttede 30. januar 2010 i Berkeley, Californien.

#### Jonas Brothers
Efter at have mødt Nick, og hørt sangen, "Please Be Mine", skrevet og fremført af brødrene, besluttede Daylight/Columbia Records sig for at skrive kontrakt med de tre som en gruppe. Efter de skrev kontrakt med Columbia, overvejede brødrene at kalde deres gruppe for "Sons of Jonas" (Sønner af Jonas) inden de besluttede sig for navnet "Jonas Brothers."
It's About Time, brødrenes første album, blev udgivet 8. august, 2006. Ifølge bandets manager, var det kun en ”begrænset udgivelse” på lidt over 50.000 eksemplarer. Fordi Sony ikke var interesseret i at promovere bandet yderligere, overvejede Jonas Brothers at skifte selskab. Bandet blev til sidst droppet af Columbia Records i starten af 2007.
Efter at have været uden plade selskab i kort tid, skrev Jonas Brothers kontrakt med Hollywood Records i februar 2007. Cirka samtidig begyndte brødrene at være med i Baby Bottle Pops-reklamer, hvor de synger jinglen. Den yngste bror Frankie er også med. Deres andet album, opkald efter bandet, Jonas Brothers, blev udgivet 7. august, 2007. Den nåede nummer 5 på Billboard Hot 200 hitliste, i løbet af dens første uge. cd´en er gået guld
Jonas Brothers' tredje studiealbum, A Little Bit Longer blev udgivet i USA 12. august 2008.

## Privatliv
Miley Cyrus bekræftede i et interview med Seventeen, at hun havde dated Nick Jonas i to år og at de gik fra hinanden i slutningen af 2007, "Nick og jeg elskede hinanden. Det gør vi stadig, men vi var forelskede. I to år var han praktisk taget mit 24/7. Men det var virkelig hårdt at holde det fra folk. Vi skændtes meget, og det var slet ikke sjovt". Det er også bekræftet at hendes sang 7 Things handler om ham.
Nick Jonas har været kærester med Selena Gomez, de slog op i februar 2009. Efterfølgende gik der rygter om at Nick Jonas, endnu en gang, skulle date ekskæresten Miley Cyrus. Sladderen stoppede dog, da det viste sig at Hannah Montana-stjernen havde en kæreste. I foråret 2010 blev Nick Jonas set adskillige af steder med Selena Gomez, og de datede i godt og vel to måneder, inden de fandt ud af at det ikke gik.
Han friede til den indiske skuespiller Priyanka Chopra i London på hendes fødselsdag 18. juli 2018, og parret fejrede deres forlovelse i Mumbai den 18. august 2018.Den 1. december 2018, giftede parret sig i Umaid Bhawan Palace i Jodhpur.
I januar 2022 fik parret deres første barn, en pige, via surrogat.

## Diskografi

### Studioalbum
| År   | Albumdetaljer |
| ---- | --- |
| 2004 | Nicholas Jonas - Første Studiealbum - Udgivelsesdato: 16. december, 2004 - Pladeselskab: INO/Daylight (USA) Columbia Records (Europa) |

### Singler
| År   | Single                                  | Album          |
| ---- | --------------------------------------- | -------------- |
| 2004 | "Dear God"                              | Nicholas Jonas |
| 2004 | "Joy to the World (A Christmas Prayer)" | Nicholas Jonas |

### Andre sange med placering på hitliste
| År                                                     | Sang                                                        | Hitlisteposition | Hitlisteposition | Hitlisteposition | Hitlisteposition | Hitlisteposition | Hitlisteposition | Hitlisteposition | Hitlisteposition | Album                                  |
| År                                                     | Sang                                                        | US               | US Pop           | CAN              | UK               | BEL              | AUT              | GER              | IRE              | Album                                  |
| ------------------------------------------------------ | ----------------------------------------------------------- | ---------------- | ---------------- | ---------------- | ---------------- | ---------------- | ---------------- | ---------------- | ---------------- | -------------------------------------- |
| 2008                                                   | "We Rock" (with Cast Of Camp Rock)                          | 30               | —                | 41               | 97               | —                | 70               | —                | —                | Camp Rock Soundtrack                   |
| 2008                                                   | "Play My Music"                                             | 18               | 20               | 22               | 60               | —                | —                | —                | —                | Camp Rock Soundtrack                   |
| 2008                                                   | "A Little Bit Longer"                                       | 10               | 20               | 10               | —                | —                | —                | —                | —                | A Little Bit Longer                    |
| 2009                                                   | "Send It On" (with Demi Lovato, Miley Cyrus & Selena Gomez) | 20               | —                | 94               | —                | —                | —                | —                | —                | Non Album Song                         |
| 2010                                                   | "We Are the World: 25 for Haiti" (med Artists for Haiti)    | 2                | —                | 7                | 50               | 1                | —                | —                | 9                | Non Album Song                         |
| 2010                                                   | "Introducing Me"                                            | 92               | —                | 53               | 51               | 44               | 68               | 73               | 32               | Camp Rock 2: The Final Jam: Soundtrack |
| "—" denotes the single failed to chart or not released |                                                             |                  |                  |                  |                  |                  |                  |                  |                  |                                        |

## Priser og nomineringer
| År   | Title                           | Pris                                  | Nominerede værker               | Resultat       |
| ---- | ------------------------------- | ------------------------------------- | ------------------------------- | -------------- |
| 2009 | Los Premios MTV Latinoamérica   | "Best Fashionista (Mest Fashionable)" | Sig selv                        | Skabelon:Vandt |
| 2010 | Nickelodeon Kids' Choice Awards | "Ynglings TV Skuespiller"             | Sig selv                        | Nomineret      |
| 2010 | Teen Choice Awards 2010         | Choice Music: Love Song               | "Stay"                          | Nomineret      |
| 2010 | Teen Choice Awards 2010         | Choice Breakout Artist: Male          | Nick Jonas & The Administration | Nomineret      |

## Filmografi
| Film            | Film                                      | Film       | Film                                                                 |
| År              | Film                                      | Rolle      | Noter                                                                |
| --------------- | ----------------------------------------- | ---------- | -------------------------------------------------------------------- |
| 2008            | Best of Both Worlds Concert               | Sig selv   | 3D Koncert film                                                      |
| 2008            | Camp Rock                                 | Nate       | Lavet til TV                                                         |
| 2009            | Jonas Brothers: The 3D Concert Experience | Sig selv   | 3D Koncert film                                                      |
| 2009            | Band in a Bus                             | Sig selv   | Reality DVD                                                          |
| 2009            | Nat på Museet 2                           | Kerub      | Film                                                                 |
| 2010            | Camp Rock 2: The Final Jam                | Nate       | Lavet til TV; produktion begynder i slutningen af sommeren 2009      |
| 2017            | Jumanji: Welcome To The Jungle            | Alex       |                                                                      |
| 2019            | Jumanji: The Next Level                   | Alex       |                                                                      |
| TV              |                                           |            |                                                                      |
| År              | Titel                                     | Rolle      | Noter                                                                |
| 2008            | Jonas Brothers: Living the Dream          | Sig selv   | Reality serie                                                        |
| 2009            | JONAS                                     | Nick Lucas | Disney Channel Series                                                |
| Gæsteoptrædener |                                           |            |                                                                      |
| År              | Titel                                     | Rolle      | Noter                                                                |
| 2007            | Hannah Montana                            | Sig selv   | "Me and Mr. Jonas and Mr. Jonas and Mr. Jonas" (Sæson 2, Episode 16) |
| 2008            | Disney Channel Legene 2008                | Sig selv   | Tredje gang                                                          |
| 2008            | Studio DC: Almost Live                    | Sig selv   | Andet show                                                           |
| 2008            | Extreme Makeover: Home Edition            | Sig selv   | "The Akers Family" (Sæson 6, Episode 2)                              |
| 2008            | Disney Channel's Totally New Year 2008    | Sig selv   | Disney Channel special Nytårs event                                  |
| 2009            | Saturday Night Live                       | Sig selv   | 14. februar, 2009 episode                                            |

## References
1. ↑  "Jonas Brothers To Play Thanksgiving Halftime Show In Dallas – Music, Celebrity, Artist News | MTV". Arkiveret fra originalen 28. oktober 2009. Hentet 27. juli 2009.
2. ↑  "Arkiveret kopi". Arkiveret fra originalen 1. april 2009. Hentet 27. juli 2009.
3. ↑  "The Jonas Brothers: It's full scream ahead". Los Angeles Times. 26. februar 2009. Arkiveret fra originalen 26. juni 2019. Hentet 25. juli 2010.
4. ↑  "The Boy Band Next Door". Newsweek.com. 2008-02-04. Arkiveret fra originalen 28. september 2009. Hentet 2010-02-24.
5. ↑  Cotliar, Sharon (2010-06-25). "Growing Up Jonas". People Magazine. Arkiveret fra originalen 29. august 2016. Hentet 2010-07-23.
6. ↑  19 mei 2009. "The JONAS Brothers talk purity rings & their Irish roots". YouTube. Arkiveret fra originalen 14. november 2009. Hentet 2010-02-24.
7. ↑  11 juni 2009 (2009-06-04). "Jonas Brothers Irish". YouTube. Arkiveret fra originalen 13. december 2016. Hentet 2010-02-24.
8. ↑  "Type 1 Pop Star, Nick Jonas Tells His Story – Diabetes Health". Arkiveret fra originalen 11. maj 2008. Hentet 15. december 2008.
9. ↑  "Jonas Brothers – Nick Jonas, Diabetes – Seventeen". Arkiveret fra originalen 9. januar 2022. Hentet 27. juli 2009.
10. ↑  "Bayer diabetes care partners with Nick Jonas to encourage young people to proactively manage their diabetes". Change For The Children. 6. august 2008. Arkiveret fra originalen 7. august 2008. Hentet 2008-09-02.
11. ↑  "Nick Jonas Meets Barack Obama, Lobbies For Diabetes Funding". Star Pulse. 24. juni 2009. Arkiveret fra originalen 5. marts 2016. Hentet 2009-06-24.
12. ↑  "MTV: More Blink-182 Than Hanson, It's Time For The Jonas Brothers". Arkiveret fra originalen 22. juli 2010. Hentet 15. december 2008.
13. ↑  "Jonas Brothers – CCMmagazine.com". Arkiveret fra originalen 15. september 2008. Hentet 15. december 2008.
14. ↑  "MTV News: Jonas Brothers". Arkiveret fra originalen 15. november 2015. Hentet 9. august 2015.
15. ↑  "Jonas Brothers: It's About Time". Arkiveret fra originalen 5. september 2008. Hentet 15. december 2008.
16. 1 2  "Clubhouse Magazine". Arkiveret fra originalen 5. juni 2008. Hentet 15. december 2008.
17. ↑  "Playbill News: Beauty and the Beast Becomes 8th Longest-Running Show Aug. 4". Arkiveret fra originalen 30. august 2008. Hentet 15. december 2008.
18. ↑  "Playbill News: Photo Call: Les Misérables: Leading Mann". Arkiveret fra originalen 29. december 2008. Hentet 15. december 2008.
19. ↑  "Playbill Biography: Nicholas Jonas". Arkiveret fra originalen 14. september 2008. Hentet 15. december 2008.
20. ↑  "Playbill News: Meg Bussert Joins Paper Mill Sound of Music; Complete Casting Announced". Arkiveret fra originalen 21. august 2008. Hentet 15. december 2008.
21. ↑  "Nick Jonas Les Miserables Marius ROLE". oceanUP.com. 2010-05-27. Arkiveret fra originalen 31. maj 2010. Hentet 2010-09-06.
22. ↑  Gina Scarpa, "'Hannah Montana' Airs New Episode On Big Night" Arkiveret 23. april 2008 hos  Wayback Machine, BuddyTV.com, August 11, 2007.
23. ↑  Joal Ryan, "High School Musical 2 Big 2 B Ignored" Arkiveret 17. juli 2008 hos  Wayback Machine, E! News, August 18, 2007.
24. ↑  "New Seasons Of Jonas Brothers' "Living The Dream" And "JONAS" Heading To Disney Channel | AHN". Allheadlinenews.com. 2010-02-25. Arkiveret fra originalen 13. august 2011. Hentet 2010-09-06.
25. ↑  "'Jonas L.A.' Canceled By Disney Channel – Music, Celebrity, Artist News | MTV". Arkiveret fra originalen 13. december 2010. Hentet 4. december 2010.
26. ↑  "Nick Jonas MR. SUNSHINE GUEST STAR | oceanUP.com". Arkiveret fra originalen 16. oktober 2010. Hentet 4. december 2010.
27. 1 2 3 4  "Kansas City Star: Band interview: The Jonas Brothers, on the road, promoting their first CD". Arkiveret fra originalen 5. september 2008. Hentet 15. december 2008.
28. 1 2 3  "Allentown Morning Call: The Jonas Brothers: heartthrobs of the Hanson kind". Arkiveret fra originalen 2. oktober 2011. Hentet 15. december 2008.
29. ↑  "INO Records: Nicholas Jonas – Dear God". Arkiveret fra originalen 13. juli 2011. Hentet 15. december 2008.
30. ↑  "Dear God by Nicholas Jonas". Arkiveret fra originalen 13. september 2008. Hentet 15. december 2008.
31. ↑  "About.com: INO Records Signs 12-Year Old Singer/Actor Nicholas Jonas". Arkiveret fra originalen 27. januar 2012. Hentet 15. december 2008.
32. ↑  "Joy To The World (A Christmas Prayer) by Nicholas Jonas". Arkiveret fra originalen 17. oktober 2008. Hentet 15. december 2008.
33. ↑  "About.com: Jonas Brothers It's About Time". Arkiveret fra originalen 28. januar 2012. Hentet 15. december 2008.
34. ↑  "WalMart.com: Nicholas Jonas". Arkiveret fra originalen 18. maj 2009. Hentet 15. december 2008.
35. ↑  "Jonas Brothers deliver squeaky clean 'punk' music". Arkiveret fra originalen 26. februar 2007. Hentet 15. december 2008.
36. ↑  "Nick Jonas On The Administration ALBUM". oceanUP.com. 2009-11-17. Arkiveret fra originalen 7. marts 2019. Hentet 2010-02-24.
37. ↑  "New Haven Register: Brothers In Arms". Arkiveret fra originalen 5. september 2008. Hentet 15. december 2008.
38. ↑  "The Cute Boy Choir & Soloist Directory: Nicholas Jonas". Arkiveret fra originalen 7. juli 2017. Hentet 15. december 2008.
39. ↑  "MTV – The New Boy Bands". Arkiveret fra originalen 28. november 2014. Hentet 15. december 2008.
40. ↑  "Billboard Discography – Jonas Brothers – It's About Time". Arkiveret fra originalen 11. december 2007. Hentet 11. december 2007.
41. ↑  "PR Newswire: The Jonas Brothers Sign Record Deal With Disney's Hollywood Records". Arkiveret fra originalen 13. februar 2007. Hentet 15. december 2008.
42. 1 2  "Topps' Baby Bottle Pop Sweetens Its Effort". Arkiveret fra originalen 18. maj 2008. Hentet 15. december 2008.
43. ↑  "Billboard Discography – Jonas Brothers". Arkiveret fra originalen 17. august 2007. Hentet 17. august 2007.
44. ↑  "Jonas Brothers – A Little Bit Longer". Billboard. Arkiveret fra originalen 27. august 2008. Hentet 2008-08-17.
45. ↑  Miley Cyrus: Breaking Up With Nick Jonas Was Hard | Miley Cyrus : Just Jared
46. ↑  "Miley's '7 Things' Is About Nick Jonas, Says Director – Miley Cyrus, Nick Jonas : People.com". Arkiveret fra originalen 3. december 2008. Hentet 15. december 2008.
47. ↑  "Priyanka Chopra engaged to Nick Jonas after he pops the question on her 36th birthday". Metro.co.uk. Arkiveret fra originalen 1. juli 2019. Hentet 21. august 2018.
48. ↑  "Priyanka Chopra and Nick Jonas engagement look is traditional Indian and romantic". Hindustan Times. Arkiveret fra originalen 31. oktober 2019. Hentet 18. august 2018.
49. ↑  "Priyanka Chopra, Nick Jonas engaged, see pics from their roka". Hindustan Times. 18. august 2018. Arkiveret fra originalen 21. februar 2021. Hentet 18. august 2018.
50. ↑  Mizoguchi, Karen (1. december 2018). "Nick Jonas and Priyanka Chopra Are Married on 1st December 2018". People. Arkiveret fra originalen 1. december 2018. Hentet 1. december 2018.
51. ↑  "Priyanka Chopra, Nick Jonas welcome baby via surrogacy". The Hindu. 22. januar 2022. Hentet 22. januar 2022.
52. ↑  "Inside Priyanka Chopra and Nick Jonas's First Month With Their Baby Girl: They 'Love Being New Parents'". ELLE (amerikansk engelsk). 11. marts 2022. Hentet 12. marts 2022.
53. ↑  "Billboard Artist Chart History - Jonas Brothers Singles". Arkiveret fra originalen 29. september 2007. Hentet 29. september 2007.
54. ↑  "Bubbling Under Hot 100 Singles". Arkiveret fra originalen 24. maj 2009. Hentet 4. december 2010.
55. ↑  "dutchcharts.nl - Nick Jonas - Introducing Me". Arkiveret fra originalen 15. oktober 2012. Hentet 4. december 2010.
56. ↑  "Chart Stats - Nick Jonas". Arkiveret fra originalen 27. maj 2012. Hentet 27. maj 2012.
57. ↑  "Nick Jonas - Introducing Me - Music Charts". Arkiveret fra originalen 26. oktober 2012. Hentet 4. december 2010.